# 卢津 (葡萄牙)
卢津是葡萄牙波尔图区的一个堂区。总面积5.43平方公里，总人口940人，人口密度173.1人/平方公里。